# Primula glaucescens
Primula glaucescens är en viveväxtart. Primula glaucescens ingår i släktet vivor, och familjen viveväxter.

## Underarter
Arten delas in i följande underarter:
- P. g. glaucescens
- P. g. longobarda